# 结节 (解剖学)
结节（英語：Tubercle）在解剖学、组织学、胚胎学上，是指人体或动物的外部或内部器官上发现的任何圆形小结块、小突起、小肿瘤或疣状生长物。

## 人体的结节
- 口腔：结节通常位于上颌最后一颗大臼齿后方，被牙龈覆盖。
- 骨骼：骨骼上的结节是作为骨骼肌附着点的突起[1]。骨头上大的结节，特称作粗隆（tuberosity）。
- 耳朵：大约在怀孕的第六周，在将形成外耳道的区域周围会出现六个间充质增生构造，称为希斯丘（hillocks of Hiss）[2]的组织结节状隆起。这些结节最后会围绕外耳道口演变成耳廓。
- 生殖器：生殖结节是一个小凸起，是人胚在第5周初，由尿生殖膜中胚层形成，最终会发育成人类胎儿的阴茎或阴蒂[3]。
- 神经：嗅结节位于大脑半球底部，内、外侧嗅纹间，嗅三角后方的椭圆形神经纤维团[4]。

## 备注

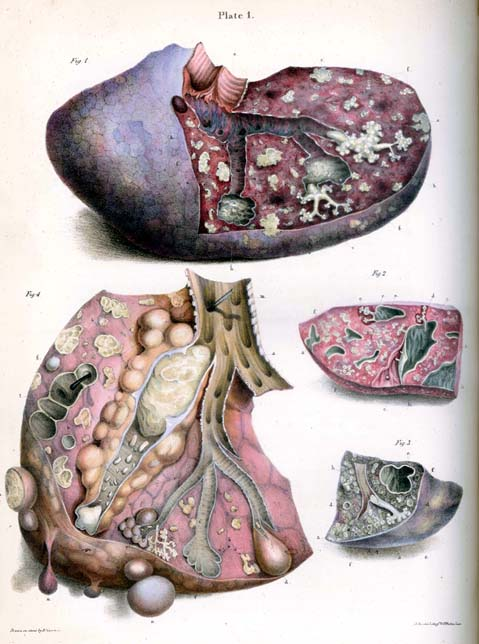
一些解剖图，图上显示出许多结节

1. ↑  英语 tubercle 在植物学的汉语，一般翻译为瘤、根瘤、小块茎；因此植物学上的 tubercle，一般不称作结节，也不在本条目讨论范围内。